# Самоубийство Джо Глиневича
Утром 1 сентября 2015 года лейтенант полиции Чарльз Джозеф «Джо» Глиневич (англ. Joe Gliniewicz) из Фокс-Лейк, полицейское управление штата Иллинойс, был найден мёртвым в лесистой местности в Фокс-Лейк. Инцидент получил национальное освещение, поскольку сначала предполагалось, что Глиневич был убит тремя неизвестными нападавшими. Однако после двух месяцев расследования официальные лица Целевой группы по тяжким преступлениям округа Лейк пришли к выводу, что Глиневич на самом деле совершил инсценированное самоубийство, осознав, что его многолетняя преступная деятельность вскоре будет раскрыта.

## Фон
Джо Глиневич родился в Либертивилле, штат Иллинойс. Он учился в Военной академии Мармиона, прежде чем поступить на службу в армию Соединённых Штатов. В 1985 году он поступил на работу в полицейское управление Фокс-Лейк. На момент смерти он имел звание лейтенанта и должен был уйти в отставку примерно через месяц после почти тридцатилетней карьеры. Он также учился в университете Каплана и оставался в армейском резерве США с 1980 по 2007 год, выйдя в отставку в звании первого сержанта. Глиневич руководил программой Fox Lake Police Explorer Post 300, которая наставляла молодёжь, интересующуюся карьерой в правоохранительных органах. Он получил прозвище «GI Joe» из-за его имиджа «Всё-По-Американски»  («All-American») и физического сходства с одноимённым персонажем. На момент смерти он проживал в Антиохии, штат Иллинойс, со своей 26-летней женой Мелоди и их четырьмя сыновьями.
Полицейское управление Фокс-Лейк расположено в Фокс-Лейк, штат Иллинойс, деревне в округах Грант и Антиох в округе Лейк и в посёлке Бёртон в округе Мак-Генри, штат Иллинойс. Это сообщество с населением около 10 000 человек, расположенное в районе Чейн О'Лёйкс, примерно в 60 милях к северу от Чикаго.

## Инцидент
В 7:52 я 1 сентября 2015 года, Глиневич передал по рации, что он преследует трёх человек, по описанию: двух белых и одного чёрного, на заброшенном цементном заводе в пригороде Fox Lake. В 8:09 утра, офицеры, ответившие на его просьбу о поддержке, обнаружили его тело в болоте примерно в 50 ярдах от его машины. Согласно сообщениям, первая пуля из его полуавтоматического пистолета .40 калибра попала в его мобильный телефон и баллистический жилет, а вторая пробила ему верхнюю часть груди. Его голова была в царапинах и синяках. В остальном, окружающая болотистая местность была нетронутой, и его пистолет не могли найти более часа, хотя он находился менее чем в трёх футах от его тела. Другие части его полицейского снаряжения, включая рацию, электрошокер и перцовый баллончик, также были обнаружены разбросанными поблизости в болоте.

## Охота
На этих трёх подозреваемых мужчин была начата массовая охота, в которой участвовали около 400 сотрудников правоохранительных органов пешком, на автомобилях, вертолётах, дронах и верхом. Местным правоохранительным органам также помогали федеральные агентства, включая АТФ и ФБР.
Вечером 2 сентября 30-летняя женщина по имени Кристин Кифер из Вернон-Хиллз, штат Иллинойс, обратилась в полицию и сообщила, что, когда её остановили на обочине дороги в Воло, штат Иллинойс, двое мужчин, один белый и один чёрный, подошли к ней со стороны кукурузного поля и попытались угнать её машину, что побудило её бежать от них пешком. Около 100 государственных и местных правоохранительных органов установили блокпосты и обыскали территорию вместе с 11 полицейскими К-9 и тремя авиационными подразделениями примерно с 9:30 вечера среды примерно до 2:30 четверга. В ходе обыска полицейские прошли через густую территорию государственного природного заповедника «Болото Воло» после того, как собаки по ошибке выследили оленя. Позже Кифер призналась в сфабриковании всей истории; она была арестована и обвинена в двух пунктах хулиганства за фальшивый вызов полиции. В мае 2017 года она была осуждена, помещена на испытательный срок и обязана выплатить 20 000 долларов в качестве компенсации.

## Реакция
Большая толпа собралась на бдение 2 сентября в Озёрный парк в Fox Lake. Его жена и сыновья обратились к толпе. 3 сентября Chicago Bears почтили память Глиневича во время предсезонного матча. Тысячи людей, в том числе сотни сотрудников правоохранительных органов и чиновников со всей страны, посетили похороны в Антиохе 7 сентября. Его похоронная процессия из средней школы Антиохийской общины в Фокс-Лейк и обратно в Антиохию составляла 18 миль в длину. Тысячи людей вышли на улицы, чтобы посмотреть на процессию и выразить свою поддержку, многие из них размахивали тонкой голубой линией и американскими флагами. Губернатор Иллинойса Брюс Раунер, присутствовавший на похоронах, приказал разместить флаги среди сотрудников наполовину (half-staff). Многие ранние реакции обвиняли в смерти Глиневича «войну с полицейскими» и движение Black Lives Matter, которое стало распространённым в прошлом году во время беспорядков в Фергюсоне.
Через несколько недель после инцидента Джозеф Батталья, бывший офицер полиции Чикаго, начал звонить в полицейские органы и средства массовой информации, настаивая на том, что Глиневич застрелился умышленно. 13 сентября Батталья был обвинён в хулиганстве после угроз властям за то, что они не объявили смерть Глиневича самоубийством. Позже Батталья был приговорён к одному году надзора после признания себя виновным.

## Расследование
Следствие пришло к выводу в ноябре 2015 года, что Глиневич совершал растрату денег в течение, по крайней мере, семи лет из молодёжной программы «Fox Lake Police», которую он проводил; — он считал, что ожидается разоблачение его преступления и что его смерть была «тщательной симуляцией самоубийства». Он также пытался склонить высокопоставленного члена банды убить руководителя деревенской администрации Анну Маррин, которая проводила финансовый аудит его программы «полицейских разведчиков».
Были раскрыты и другие инциденты, связанные с Глиневичем, в том числе угроза оружием диспетчеру службы экстренной помощи, обвинения в сексуальных домогательствах, злоупотреблении алкоголем и многочисленные прогулы. Было также восстановлено более 6500 удалённых текстовых сообщений с подробным описанием некоторых его преступных действий, в том числе его пожелания «убрать» администратора села. Финансовые отчёты также показали, что он присвоил пятизначную сумму из исследовательской программы и потратил её на такие вещи, как отпуск, выплаты по ипотеке, членство в спортзале и порнографию. Следователи также обнаружили большие запасы военного избыточного снаряжения в его «штабе полицейских исследователей», таких как кевларовые шлемы, рации, баллистические жилеты, сотнями боевых ботинок, противогазов и оружейных ремней. Власти заявили, что Глиневич не мог предоставить документацию на эти предметы, потому что он получил снаряжение обманным путём, и что эти лишние предметы предназначены для использования настоящими полицейскими, а не «исследователями». После инцидента полицейский пост 300 Fox Lake был расформирован. Как только стало известно об этом предательстве, многочисленные организации, которые собрали или пожертвовали деньги для семьи Глиневичей, потребовали их вернуть. Памятные доски и мемориалы были быстро убраны, а самый большой, который был построен перед полицейским управлением Фокс-Лейк, был изменён: надпись с его прозвищем «Джи-Ай Джо» (G.I. Joe), теперь стала выглядеть как «Джи-шутник» (G.I. Joke). Мемориальный фонд сотрудников правоохранительных органов из Вашингтона заявил, что имя Глиневича больше не будет выгравировано на мраморном памятнике, посвящённом павшим офицерам. Глиневич быстро превратился «из героя в преступника».
27 января 2016 г. жене Глиневича, Мелоди, было предъявлено обвинение по четырём пунктам обвинения в расходе благотворительных средств без разрешения и для личной выгоды, а также по двум пунктам обвинения в отмывании денег; она не признала себя виновной по этим обвинениям. 2 февраля 2016 г. власти арестовали пять банковских счетов, предположительно полученных от присвоенных средств. В июне 2020 года судья распорядился, чтобы текстовые сообщения, которыми обменивались Мелоди и её покойный муж, были допустимыми доказательствами. Планируется, что Мелоди предстанет перед судом в округе Лейк в ноябре 2021 года.
Его сын, Дональд «DJ» Глиневич, также находился под следствием после того, как между Глиневичем и его сыном была найдена серия текстов о ссудах и о том, как он мог избежать раскрытия неустановленных расходов, однако дело было закрыто, поскольку следователи не смогли доказать, что сын имел предварительную информация о том, что деньги от его отца поступили со счёта молодёжной программы.
По данным Daily Herald, только первые три недели расследования обошлись налогоплательщикам в 50 пригородных юрисдикциях более чем в 300 000 долларов, чтобы заплатить сотрудникам местных правоохранительных органов, работающим над этим делом. Почти две трети расходов, 196 351 доллар, были связаны с сверхурочной работой, включая оплату некоторых офицеров, присутствовавших на похоронах Глиневича в День труда.